# Keesha Sharp
Keesha Ulricka Sharp (Nova Iorque, 9 de junho de 1973) é uma atriz estadunidense. Ela é mais conhecida por seu papel como Mônica, no seriado Girlfriends e também por interpretar a Sheila, no seriado Todo Mundo Odeia o Chris.

## Filmografia

### No cinema
| Ano  | Título                      | Personagem  | Notas |
| ---- | --------------------------- | ----------- | ----- |
| 2001 | Pootie Tang                 | —           |       |
| 2001 | American Adobo              | Debbie      |       |
| 2003 | Malibu's Most Wanted        | —           |       |
| 2003 | Leprechaun: Back 2 tha Hood | Chanel      |       |
| 2004 | Never Die Alone             | Edna        |       |
| 2005 | What If in This Life        | —           |       |
| 2007 | Why Did I Get Married?      | Pam         |       |
| 2008 | Shattered!                  | Angela      |       |
| 2014 | The 636                     | Hope Rigby  |       |
| 2015 | Christian                   | Robyn       |       |
| 2016 | Killer Coach                | Gina Morgan |       |
| 2017 | Fixed                       | Daisy       |       |
| 2017 | Born Guilty                 | Leslie      |       |
| 2017 | You Have a Nice Flight      | Kristen     |       |
| 2017 | Marshall                    | —           |       |

### Na televisão
| Ano       | Título                            | Personagem                                  | Notas                               |
| --------- | --------------------------------- | ------------------------------------------- | ----------------------------------- |
| 2000      | Welcome to New York               | Lauren                                      | Episódio: The Crier                 |
| 2001      | Third Watch                       | Grace                                       | Episódio: Walking Wounded           |
| 2001      | Law & Order: Special Victims Unit | Charlene                                    | Episódio: Pique                     |
| 2002-2008 | Girlfriends                       | Monica/Monica Charles Brooks/Monica Charles | 41 Episódios                        |
| 2004      | The Tracy Morgan Show             | Linda Berry                                 | 2 Episódios                         |
| 2004      | Still Standing                    | Lexi                                        | Episódio: Still Flirting            |
| 2005-2006 | Everybody Hates Chris             | Sheila Ridenhour                            | 8 Episódios                         |
| 2009      | The Game                          | Keesha                                      | Episódio: Hill Street Blues         |
| 2010      | Cold Case                         | Chantel Jones                               | Episódio: Bombers                   |
| 2010      | Detroit 1-8-7                     | Keri Rader                                  | Episódio: Royal Bubbles/Needle Drop |
| 2010-2012 | Are We There Yet?                 | Gigi                                        | 77 Episódios                        |
| 2013      | Melissa & Joey                    | Maggie                                      | Episódio: Teach Your Children       |
| 2013      | Elementary                        | Felicia                                     | Episódio: Poison Pen                |
| 2013      | Instant Mom                       | Lynn Lawson                                 | Episódio: Dances with She-Wolves    |
| 2014      | Bad Teacher                       | Denise                                      | 3 Episódios                         |
| 2014      | The Exes                          | Dee Dee                                     | Episódio: Catch It 'Cause You Can   |
| 2015      | The Player                        | Maya                                        | 2 Episódios                         |
| 2016      | American Crime Story              | Dale Cochran                                | 6 Episódios                         |
| 2016-2019 | Lethal Weapon                     | Trish Murtaugh                              | 38 Episódios                        |
| 2017      | The Celebrity Perspective         | Guest                                       |                                     |
| 2018-2019 | The Good Fight                    | Naomi Nivola                                | 3 Episódios                         |